# 本多髷
本多髷（ほんだまげ）とは江戸時代に粋人の間に流行した男髷。
令兄本多（わかさまほんだ）、金魚本多（きんぎょほんだ）、病本多（やまいほんだ）、浪速本多（なにわほんだ）、豆本多（まめほんだ）、蓮懸本多（はすかけほんだ）などさまざまな種類が登場した。

## 結い方
耳の上ぎりぎりから側頭部にかけてまで極端に広く月代（さかやき）を取り、鬢の毛を簾のように纏め上げる。鼠の尻尾のように細く作りなした髷は元結で高く結い上げて、急角度で頭頂部にたらすというもの。広い月代と頭と髷先、髷の根元を線で結んだ間の部分に空間ができるのが特徴。
優美で柔和な印象で最初吉原に出入りする客の間で大人気を博した髷で、本多髷でなければ吉原遊郭では相手にされない、大店の若旦那といえば本多髷を結うものというようなステレオタイプまで存在した。

## 髪切り丸
江戸の粋人の出で立ちと言えば、粋な濃い茶系統か鼠色系統の絹物の小紋の衣装一式に本多髷、さりげなく南蛮や唐渡りの名物裂の袋に銀無垢の煙管を携えて、遊郭では静かに酒を飲んで冗談を楽しむという具合の御仁が人気だった。
吉原での客と遊女の関係は端的に言えば女性上位の擬似夫婦である。もっとも、遊女同士での客の取り合いのトラブルを防ぐ目的もあったようだが、客が敵娼（あいかた）以外の遊女と関係を持った場合、敵娼には懲罰を与える権利があった。
その方法といえば、髷を切ってザンバラ髪にしたうえ酷い場合は女物の着物を着せて化粧をさせてさらし者にするというものでそのため遊女の鋏は「髪切り丸」と呼ばれた。
大通りをザンバラ髪で歩いていればすぐに理由を悟られたため遊郭の中には浮気男専門の髪結いがいて、豆本多という小ぶりな髷に結いなおしてくれたという。